# Municipio de Baroda
El municipio de Baroda (en inglés: Baroda Township) es un municipio ubicado en el condado de Berrien en el estado estadounidense de Míchigan. En el año 2010 tenía una población de 2801 habitantes y una densidad poblacional de 60,65 personas por km².

## Geografía
El municipio de Baroda se encuentra ubicado en las coordenadas 41°56′14″N 86°28′58″O / 41.93722, -86.48278. Según la Oficina del Censo de los Estados Unidos, el municipio tiene una superficie total de 46.18 km², de la cual 46.01 km² corresponden a tierra firme y (0.36%) 0.17 km² es agua.

## Demografía
Según el censo de 2010, había 2801 personas residiendo en el municipio de Baroda. La densidad de población era de 60,65 hab./km². De los 2801 habitantes, el municipio de Baroda estaba compuesto por el 94.97% blancos, el 0.89% eran afroamericanos, el 0.43% eran amerindios, el 0.36% eran asiáticos, el 0.04% eran isleños del Pacífico, el 1.57% eran de otras razas y el 1.75% pertenecían a dos o más razas. Del total de la población el 4.46% eran hispanos o latinos de cualquier raza.